# Diaphania guenealis
Diaphania guenealis is een vlinder uit de familie van de grasmotten (Crambidae), uit de onderfamilie van de Spilomelinae. De wetenschappelijke naam van deze soort is voor het eerst voorgesteld als Phakellura guenealis door Pieter Snellen in een publicatie uit 1875.
De voorvleugellengte varieert bij het mannetje van 15,5 tot 17 millimeter en bij het vrouwtje van 14 tot 16 millimeter.

## Verspreiding
De soort komt voor in Mexico, Belize, Colombia, Venezuela, Ecuador en Peru op een hoogte tussen de 100 en 1500 meter boven zeeniveau.